# Красный Яр (Чувашия)
Кра́сный Яр (чув. Хĕрлĕяр, Хĕрлĕçыр) — деревня в Красночетайском районе Чувашской Республики. Входит в состав Атнарского сельского поселения.

## География
Находится в северо-западной части Чувашии на расстоянии приблизительно 12 км на юг от районного центра села Красные Четаи у границы с Нижегородской областью, на правобережье реки Сура.

## История
Образована в 1920 переселенцами из села Мижеркасы в связи с организацией сельхозартели «Искра». В 1927 году учтено 19 дворов, 80 жителей, в 1939—211 человек, в 1979—112. В 2002 году было 43 двора, в 2010 — 13 домохозяйств. В 1930 году был образован колхоз «Красный остров», в 2010 действовал СХПК «Коминтерн».

## Население
Постоянное население составляло 45 человек (чуваши 100 %) в 2002 году, 20 в 2010.